# 苏珊·罗伯茨
苏珊·罗伯茨（英語：Susan Roberts，1939年4月21日—），南非女子游泳运动员。她曾代表南非参加1956年夏季奥林匹克运动会游泳比赛，获得女子4×100米自由泳接力铜牌。